# ملعب أحمدو أهيدجو
ملعب أحمدو أهيدجو هو ملعب متعدد الاستخدام يقع في ياوندي عاصمة الكاميرون. غالبا ما يتم استخدامه لمباريات كرة القدم كما يستخدم لألعاب القوى. يسع الملعب لجلوس 38,720 متفرج وفي المباريات المهمة من الممكن زيادة عدد المقاعد. تم بنائه في سنة 1972 كملعب رئيسي لنادي كانون ياوندي وتونير ياوندى. منتخب الكاميرون يلعب مبارياته الدولية عليه.